# Minoa cyparissaria
Minoa cyparissaria är en fjärilsart som beskrevs av Mann 1854. Minoa cyparissaria ingår i släktet Minoa och familjen mätare. Inga underarter finns listade i Catalogue of Life.